# Dan Kahler
Arthur Daniel Kahler, detto Dan (Toms River, 6 febbraio 1926 – Santa Rosa Beach, 1º dicembre 2015), è stato un cestista statunitense.

## Carriera
Dopo la carriera universitaria al Southwestern College, venne selezionato dai Rochester Royals al settimo giro del Draft NBA 1950 (79ª scelta assoluta), ma declinò le offerte per giocare a pallacanestro e a football da professionista e giocò nella AAU con i Denver Chevrolets.
Con gli Stati Uniti ha disputato il Campionato del mondo del 1950, vincendo la medaglia d'argento.